# Суверето
Суверѐто (на италиански: Suvereto) е малко градче и община в Централна Италия, провинция Ливорно, регион Тоскана. Разположено е на 90 m надморска височина. Населението на общината е 3055 души (към 2018 г.).